# Freixieiro de Soutelo
Freixieiro de Soutelo es una freguesia portuguesa del concelho de Viana do Castelo, con 16,48 km² de superficie y 560 habitantes (2001). Su densidad de población es de 34,0 hab/km².